# The New Edge
The New Edge è un album in studio del gruppo musicale britannico Acoustic Alchemy, pubblicato nel 1993.

## Tracce
1. Oceans Apart
2. The Notting Hill Two-Step
3. Slow Ride Home
4. Cool As a Rule
5. Santa Café
6. Arc en ciel
7. London Skyline
8. The Liason
9. Until Always
10. Rive gauche
11. Act of Innocence

## Formazione
- Nick Webb – chitarra folk
- Greg Carmichael – chitarra classica
- Dave Pomeroy – basso
- Patrick Bettison – basso
- Dan Tomlinson – batteria
- Mario Argandoña – percussioni
- Derrick James – sassofono